# Voo Alitalia 771
O Voo Alitalia 771 era uma linha aérea internacional da Alitalia que ligava Sydney, na Austrália a Roma, na Itália, através de escalas na Tailândia, Índia, Paquistão e Irã. No dia 7 de julho de 1962, o Douglas DC-8 I-DIWD colidiu contra uma colina, localizada 11 km a noroeste de Junnar, Maharashtra, na Índia. O acidente, ocorrido durante a aproximação para pouso, levaria à morte de todos os 94 ocupantes da aeronave.

## Aeronave
Na década de 1950, surgiriam os primeiros aviões comerciais a jato. Enquanto na Europa o Comet e o Caravelle iniciavam seus voos, nos Estados Unidos, a Boeing trabalhava no projeto do 707. Para não perder mercado, a Douglas Aircraft, que até então era líder no mercado de aeronaves a pistão, resolve iniciar o projeto do DC-8. O primeiro jato voaria em 30 de maio de 1958, poucos meses após o primeiro voo do Boeing 707. Esse atraso custaria à Douglas a perda do domínio do mercado de aviões a jato. Seriam construídos 556 DC-8 entre 1958 e 1972, que seriam utilizados por diversas empresas aéreas para transportar passageiros e, posteriormente, carga. Em 2013 existiam apenas 31 Douglas DC-8 a voar no mundo, exercendo a função de transporte de carga.
A Alitalia-Linee Aeree Italiane ingressaria na era do jato no início dos anos 1960, com a aquisição de 21 aeronaves Sud Aviation Caravelle VI-N, quatro Douglas DC-8-42 e onze DC-8-43. Posteriormente, a empresa italiana iria adquirir mais onze DC-8-62, chegando a uma frota de 26 aeronaves operadas, sendo quatro perdidas em acidentes. Enquanto que os Caravelle seriam utilizados nas rotas locais, os DC-8 realizaram voos internacionais. Os DC-8-42/3 seriam aposentados em 1977, enquanto que os DC-8-62 seriam retirados de serviço em 1982.
A aeronave destruída foi fabricada em 1962, tendo recebido o número de construção 45631/160. Ao ser entregue para a Alitalia, em 24 de março daquele ano, receberia o registro I-DIWD. Apesar da Alitalia tradicionalmente batizar suas aeronaves, o DC-8 I-DIWD seria a única a não receber tal distinção.

## Acidente
Ao decolar de Sydney na manhã de 7 de julho de 1962, o DC-8 I-DIWD iniciava o voo 771 da Alitalia. Realizando escalas em Darwin e Banguecoque, o DC-8 preparava-se para pousar na escala seguinte, em Bombaim. Naquela noite, uma forte tempestade caía na região de Bombaim, impedindo operações visuais no aeroporto Santa Cruz. Assim, a aeronave italiana teria de realizar um pouso com o auxílio de instrumentos.
Após conta(c)to com o Centro de Controle e Aproximação do Aeroporto Santa Cruz, o Alitalia 771 recebeu autorização para pouso na pista 027. Descendo rápido, o DC-8 iria realizar curva para alinhar-se com o eixo da pista 027, quando bateu na colina Davandyachi às 00h10 min (hora local), a 84 km a noroeste de Bombaim, explodindo em seguida. O violento choque causaria a morte instantânea dos 94 ocupantes da aeronave.
As autoridades indianas deram a aeronave como desaparecida, tendo iniciado uma grande operação de busca e salvamento. Um jato Comet IV da Middle East Airlines que preparava-se para pousar no aeroporto Santa Cruz após o pouso do DC-8 da Alitalia teria sua aterrissagem atrasada para evitar um novo desastre, sendo obrigado a aguardar melhores condições climáticas. Após 3 horas de buscas em plena selva, seriam encontrados os destroços do DC-8, além dos corpos carbonizados dos seus ocupantes.

## Investigações
As investigações seriam facilitadas pelo fato do avião contar com caixa preta. Essa seria uma das primeiras investigações de acidente na história da aviação a contar com esse recurso.
Durante a análise dos dados contidos no Flight Data Recorder (FDR) e gravações do Cockpit Voice Recorder (CVR), os investigadores descobriram que o acidente tinha sido causado por um erro de navegação da tripulação, provavelmente não familiarizada com o relevo da região, quando optou por descer de forma prematura. O DC-8 voava abaixo do teto mínimo de segurança naquela região e bateria contra a colina Davandyachi, caracterizando uma Colisão com o solo em voo controlado (do inglês CFIT- Controlled flight into terrain).

## Consequências
Cerca de um ano depois, um Comet IV da United Arab Airlines realizava o voo 869 quando caiu ao mar durante uma aproximação noturna para pouso. Os 63 ocupantes da aeronave morreram e as causas do desastre nunca foram descobertas. Com o crescimento do tráfego aéreo nas décadas de 1960 e 1970, as instalações do aeroporto de Bombaim se tornariam pequenas e obsoletas. Com isso, o governo indiano iniciaria um grande plano de modernização do aeroporto, concluído em 1980.
Os acidentes durante aproximação para pousos diminuiriam após a criação dos Sistema de alerta de proximidade ao solo, Indicador de Ângulo de Aproximação Visual (VASIS-Visual Approach Slope Indicator System) e o Terrain awareness and warning system (TAWS).